# Kompania łączności 9 Dywizji Piechoty
Kompania łączności 9 Dywizji Piechoty – pododdział łączności Wojska Polskiego.

## Historia kompanii
Na podstawie rozkazu Ministerstwa Spraw Wojskowych Szefostwo Łączności L. 680/tjn.32/Org. z 7 października 1932 została sformowana z dniem 20 października 1932 kompania telegraficzna 9 Dywizji Piechoty.
Na stanowisko dowódcy kompanii wyznaczony został por. Kazimierz Edward Żórniak, a na stanowisko młodszego oficera kompanii ppor. Stanisław Czeluściński. Dowódca kompanii był odpowiedzialny za jej organizację pod kierownictwem szefa łączności dywizji piechoty.
Oficerowie, podoficerowie i szeregowcy służby czynnej rocznika 1910 byli przydzieleni z baonów telegraficznych i istniejących już kompanii telegraficznych, natomiast rekruci rocznika 1911 zostali powołani bezpośrednio do kompanii w dniach 29-31 października 1932. Kompania otrzymała osiem koni wierzchowych (remontów), osiem koni taborowych, osiem kompletnych rzędów wierzchowych i dwie pary uprzęży taborowych.
Kompania stacjonowała w garnizonie Brześć i była organiczną jednostką łączności 9 Dywizji Piechoty. W 1940 zamierzano przenieść kompanię do Siedlec.
Kompania miała prowadzić szkolenie według obowiązującej „Instrukcji wyszkolenia wojsk łączności” sygn. MSWojsk. Szefostwo Łączności L. dz. 900/tjn. Wyszk. 30.
Kompania miała dwa plutony, lecz nie posiadała radia. Pluton radio był mobilizowany w pułku radio w Warszawie i po zakończeniu mobilizacji przydzielony do dywizji. Dywizja nie posiadała wówczas organu zaopatrzenia i naprawy sprzętu łączności, czyli organu służby łączności.
Na podstawie rozkazu Dowództwa Łączności MSWojsk. L. 3000/tjn. I.Org. z 11 października 1937 kompania telegraficzna 9 DP została przeorganizowana i przemianowana na kompanię łączności 9 DP. W składzie kompanii został utworzony pluton radio.
Organizacja pokojowa kompanii łączności:
- dowódca kompanii (kapitan),
- drużyna dowódcy kompanii[c],
- I pluton telefoniczny,
- II pluton telefoniczny,
- III pluton radio[18][8].

Etat przewidywał 4 oficerów, 14-18 podoficerów (zależnie od typu kompanii), 130-133 szeregowców, 14 koni wierzchowych, 18-20 koni pociągowych, 2 samochody ciężarowe, 2 motocykle i 8 rowerów.
Organizacja pokojowa była dostosowana do zadań mobilizacyjnych i okazała się dobrą.
1 września 1938 uprawnienia dowódcze względem kompanii otrzymał szef łączności dywizji . Dowódcami (szefami) łączności 9 DP byli: kpt. / mjr łącz. Zenon Konarski (1 III 1929 – X 1930), kpt. / mjr łącz. Czesław Wardziński (X 1930 – X 1935) i kpt. łącz. Tadeusz II Rudnicki (do IX 1939). Pomocnikiem dowódcy łączności we wrześniu 1939 był por. łącz. Aleksander Muraszko.
Do zadań kompanii należało szkolenie rezerw podoficerów i szeregowców jedynie na potrzeby własne. Poborowi byli wcielani bezpośrednio do kompanii. Etaty były tak skalkulowane, że dla zaspokojenia zapotrzebowań wojennych musiano powołać pod broń osiem roczników rezerwistów. Kandydaci na podoficerów służby czynnej z kompanii szkolili się w szkołach podoficerskich batalionów telegraficznych i pułku radio.
Zgodnie z planem mobilizacyjnym „W” kompania łączności 9 DP była jednostką mobilizującą. Pod względem mobilizacji materiałowej była przydzielona do 35 pułku piechoty Legionów.
Dowódca kompanii był odpowiedzialny za przygotowanie całości mobilizacji jednostek wpisanych na tabelę mob. z wyjątkiem mobilizacji materiałowej, za którą był współodpowiedzialny razem z dowódcą 35 pułku piechoty. 
Dowódca kompanii był ponadto odpowiedzialny za przeprowadzenie mobilizacji:
- kompanii telefonicznej 9 DP,
- plutonu łączności Kwatery Głównej 9 DP,
- plutonu radio 9 DP,
- drużyny parkowej łączności 9 DP.

Wszystkie jednostki były mobilizowane w Brześciu, w alarmie, w grupie jednostek oznaczonych kolorem czerwonym. 
Po zakończeniu czynności mobilizacyjnych kompania przekazywała: nadwyżki personelu i materiału do Kadry 4 batalionu telegraficznego w Brześciu, natomiast nadwyżki koni i środków przewozowych do 35 pp
Jednostki zmobilizowane przynależały pod względem ewidencyjnym do Ośrodka Zapasowego Telegraficznego „Lublin” z wyjątkiem plutonu radio 9 DP, który przynależał do Ośrodka Zapasowego Radio w Warszawie.
23 marca 1939 została zarządzona mobilizacja jednostek „żółtych” na terenie Okręgu Korpusu Nr IX. W czasie mobilizacji do kompanii wcielono 32 podoficerów i 228 szeregowych rezerwy. Kompania osiągnęła gotowość około 8 godzin po terminie z powodu opóźnionych dostaw wyposażenia i koni z 35 pp. Mobilizacja wykazała pewne usterki zarówno w samym przygotowaniu mob. jak i w wyposażeniu materiałowym oddziałów, które następnie usunięto. 
Jednostki łączności 9 DP były formowane według organizacji wojennej L.3124/mob.org., ukompletowane zgodnie z zestawieniem specjalności L.3124/mob.AR oraz uzbrojone i wyposażone zgodnie z wojennymi należnościami materiałowymi L.3124/mob./mat.
Pluton łączności Kwatery Głównej 9 DP przeznaczony był do obsługi dowództwa dywizji, kompania telefoniczna przeznaczona do budowy i obsługi polowej sieci telefonicznej (z kabla polowego), a drużyna parkowa łączności odpowiadała za zaopatrzenie, naprawę i ewakuację sprzętu łączności.
Pluton radio 9 DP był formowany według organizacji wojennej L.3121/mob.org., ukompletowany zgodnie z zestawieniem specjalności L.3121/mob.AR oraz uzbrojony i wyposażony zgodnie z wojennymi należnościami materiałowymi L.3121/mob./mat.
Wiosną 1939 kompania została podporządkowana pod względem wyszkolenia fachowego dowódcy 2 Grupy Łączności. Ze względu na szybki wybuch wojny dowództwo grupy nie odegrało powierzonej mu roli.
Pod koniec maja, na wniosek dowódcy dywizji, kompania przeniesiona została z rejonu Brześcia w rejon Siedlec. Według dowódcy kompanii została ona zakwaterowana w Siedlcach u gospodarzy przy ulicy Starowiejskiej, około 1 km od centrum miasta. 1 czerwca 1939 stan kompanii liczył 9 oficerów (3 służby stałej i 6 rezerwy), 41 podoficerów (8 zawodowych, 1 nadterminowy i 32 rezerwy) oraz 331 szeregowców (57 starszego rocznika, 46 młodszego rocznika i 228 rezerwy). 5 czerwca kompania wyjechała do Koronowa i zakwaterowana na przedmieściu, z którego dojazd do miasta był nieco utrudniony. W sierpniu do kompanii wcielono nowych żołnierzy rezerwy, których pilnie należało przeszkolić. 30 sierpnia marszem pieszym kompania przeszła do Tucholi z wyjątkiem IV plutonu, który przydzielony do 22 pułku piechoty pozostał w okolicy Koronowa. W nocy z 31 sierpnia na 1 września żołnierze kompanii pakowali sprzęt telefoniczny i telegraficzny Urzędu Pocztowego w Tucholi oraz napełniali butelki benzyną jako broń przeciwpancerna.
W czasie kampanii wrześniowej jednostki łączności z plutonem radio walczyły w składzie macierzystej dywizji.

## Kadra kompanii
Dowódcy kompanii
- por. łącz. Kazimierz Edward Żórniak[g] (od XII 1932)
- por. łącz. Adam Mieczysław Zaleski vel Terlecki[h] (czpo. 16 VII–30 X 1936 i 20 XII 1937[52] – IX 1939)

Obsada personalna kompanii łączności 9 DP w marcu 1939
- dowódca kompanii – por. łącz. Adam Mieczysław Zaleski vel Terlecki
- dowódca plutonu telefonicznego – por. łącz. Olgierd Muraszko
- dowódca plutonu radio – ppor. łącz. Juliusz Piotr Lewandowski

Obsada personalna jednostek łączności 9 DP i plutonu radio we wrześniu 1939
- dowódca kompanii telefonicznej 9 DP – por. łącz. Adam Mieczysław Zaleski[48]
- zastępca dowódcy kompanii – ppor. łącz. rez. Marian Przesmycki
- dowódca I plutonu – ppor. łącz. rez. Ludwik Chaciński
- dowódca II plutonu – ppor. łącz. rez. mgr Jerzy Egierszdorff[i]
- dowódca III plutonu – ppor. łącz. rez. Kazimierz Wasilewski[j]
- dowódca IV plutonu – ppor. łącz. rez. Włodzimierz Sitkowski
- dowódca plutonu łączności KG 9 DP – por. łącz. Olgierd Muraszko[k]
- zastępca dowódcy plutonu łączności KG 9 DP – ppor. łącz. rez. Henryk Hermanowski
- dowódca plutonu radio 9 DP – ppor. łącz. Juliusz Piotr Lewandowski[l]
- dowódca drużyny parkowej łączności 9 DP – sierż. Franciszek Czajda